# 심플 사이먼
심플 사이먼(I rymden finns inga kanslor, Simple Simon)은 스웨덴에서 제작된 안드레아스 외만 감독의 2010년 코미디, 드라마, 멜로/로맨스 영화이다. 빌 스카스가드 등이 주연으로 출연하였고 조나단 스요르베르 등이 제작에 참여하였다.

## 출연

### 주연
- 빌 스카스가드
- 마르틴 발스트룀

### 조연
- 세실리아 포르스
- 조나단 스요르베르
- 안드레아스 외만